# Nino Kinder
Nino Kinder (* 22. Februar 2001 in Berlin) ist ein deutscher Eishockeyspieler, der seit Juni 2021 bei den Fischtown Pinguins Bremerhaven aus der Deutschen Eishockey Liga (DEL) unter Vertrag steht und dort auf der Position des Stürmers spielt. Zuvor war Kinder bereits für die Eisbären Berlin in der DEL aktiv, mit denen er im Jahr 2021 die Deutsche Meisterschaft gewann.

## Karriere

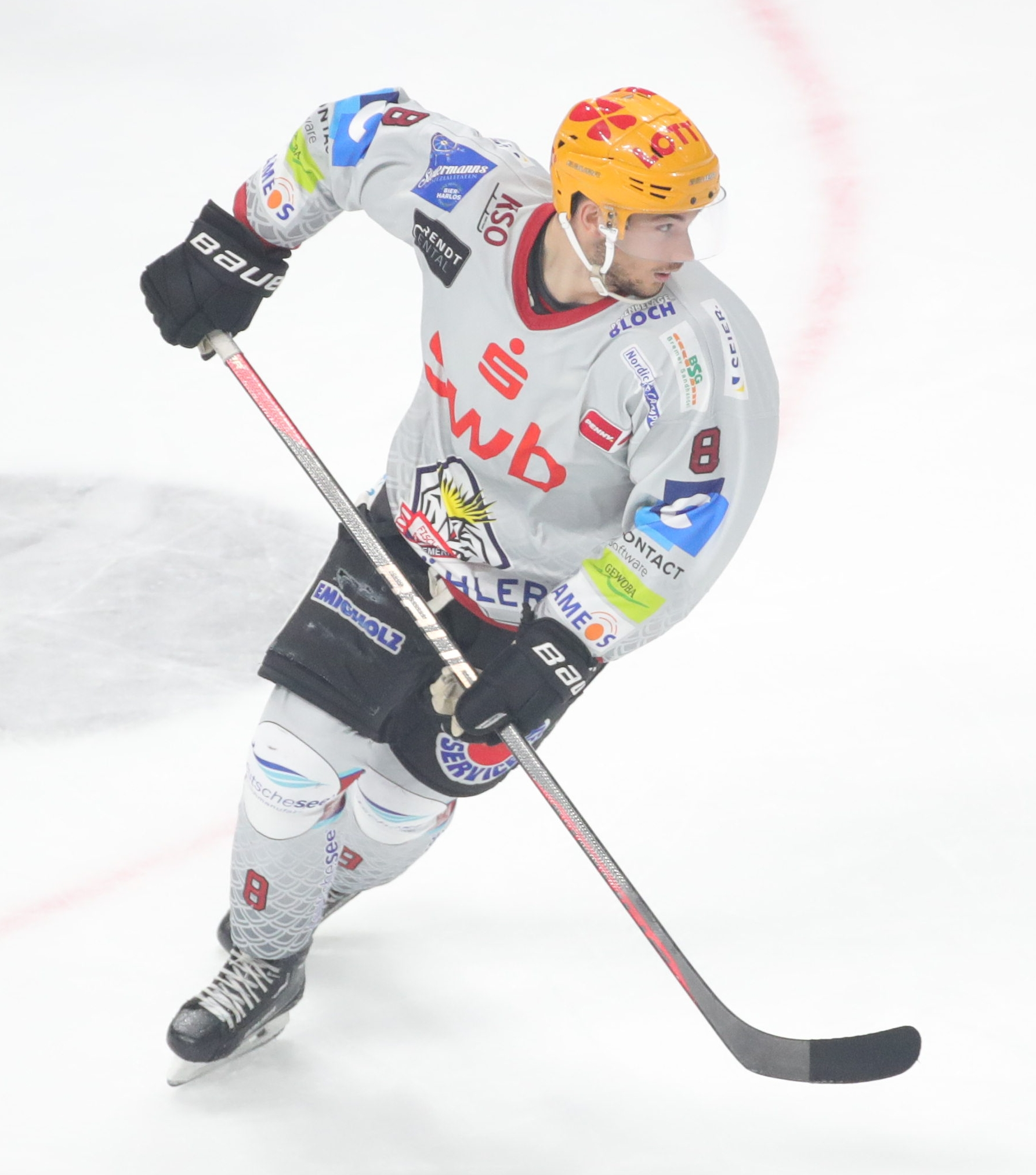
Kinder im Trikot der Fischtown Pinguins Bremerhaven (2022)

Kinder begann beim ECC Preussen Berlin mit dem Eishockeyspiel, ehe er im Sommer 2019 zu den Eisbären Juniors Berlin wechselte und dort zunächst in der Schüler-Bundesliga und später in der Deutschen Nachwuchsliga (DNL) spielte. In der Saison 2018/19 absolvierte er seine ersten fünf Spiele in der Deutschen Eishockey Liga (DEL) für die Eisbären Berlin, blieb dort allerdings ohne Scorerpunkt. Anschließend wechselte Kinder zu den Winnipeg Ice in die kanadische Juniorenliga Western Hockey League (WHL), die ihn beim CHL Import Draft 2001 in der zweiten Runde als insgesamt 64. Spieler ausgewählt hatten. Im Verlauf der Saison 2019/20 absolvierte der Deutsche insgesamt 49 Spiele und sammelte dabei 21 Scorerpunkte, darunter elf Tore.
Nach nur einer Saison in Kanada kehrte er zu den Eisbären Berlin zurück und würde mit einer Förderlizenz für die DEL2 ausgestattet, so dass er auch für die Lausitzer Füchse auflief. In derselben Saison wurde Nino Kinder zusammen mit Berlin Deutscher Meister, wobei er in 27 Spielen zwei Vorlagen besteuerte. Zur Saison 2021/22 gaben die Fischtown Pinguins Bremerhaven bekannt, dass Kinder in Bremerhaven spielen wird. Nach der Spielzeit verzichteten die Eisbären Berlin darauf, ihn aufgrund einer Vertragsoption wieder nach Berlin zurückzuholen. Am Ende der Saison 2023/24 feierte der Deutsche mit dem Gewinn der Vizemeisterschaft den bis dato größten Erfolg der Bremerhavener Vereinsgeschichte.

### International
Kinder gehört bereits seit der Altersklasse U16 den Kadern der deutschen Junioren-Nationalmannschaften an. Sein erstes großes internationales Turnier bestritt er mit der U18-Junioren-Weltmeisterschaft der Division IA 2018 in der lettischen Landeshauptstadt Riga. Dabei erreichte das deutsche Team hinter den Gastgebern den zweiten Rang. Ein Jahr später, bei der U18-Junioren-Weltmeisterschaft der Division IA 2019 im französischen Grenoble, gelang dem Stürmer mit dem deutschen Team nach vier Jahren der Wiederaufstieg in die Top-Division. Der Stürmer steuerte in fünf Turnierspielen neun Scorerpunkte bei und war damit gemeinsam mit dem Kasachen Dias Gusseinow Topscorer des Turniers. Für die U20-Nationalmannschaft seines Heimatlandes debütierte Kinder im Rahmen der U20-Junioren-Weltmeisterschaft 2020, bei der er mit dem Team die Klasse hielt.
Zu seinem ersten Einsatz in der deutschen A-Nationalmannschaft kam Kinder Anfang Februar 2025, als er von Bundestrainer Harold Kreis für die Testspiele gegen die Slowakei erstmals in den Perspektivkader berufen worden war.

## Erfolge und Auszeichnungen
- 2019 Aufstieg in die Top-Division bei der U18-Junioren-Weltmeisterschaft der Division IA
- 2019 Topscorer der U18-Junioren-Weltmeisterschaft der Division IA (gemeinsam mit Dias Gusseinow)
- 2021 Deutscher Meister mit den Eisbären Berlin
- 2024 Deutscher Vizemeister mit den Fischtown Pinguins Bremerhaven

## Karrierestatistik
Stand: Ende der Saison 2024/25

### International
Vertrat Deutschland bei:
- U18-Junioren-Weltmeisterschaft der Division IA 2018
- U18-Junioren-Weltmeisterschaft der Division IA 2019
- U20-Junioren-Weltmeisterschaft 2020

(Legende zur Spielerstatistik: Sp oder GP = absolvierte Spiele; T oder G = erzielte Tore; V oder A = erzielte Assists; Pkt oder Pts = erzielte Scorerpunkte; SM oder PIM = erhaltene Strafminuten; +/− = Plus/Minus-Bilanz; PP = erzielte Überzahltore; SH = erzielte Unterzahltore; GW = erzielte Siegtore; 1 Play-downs/Relegation; Kursiv: Statistik nicht vollständig)